# Bokos

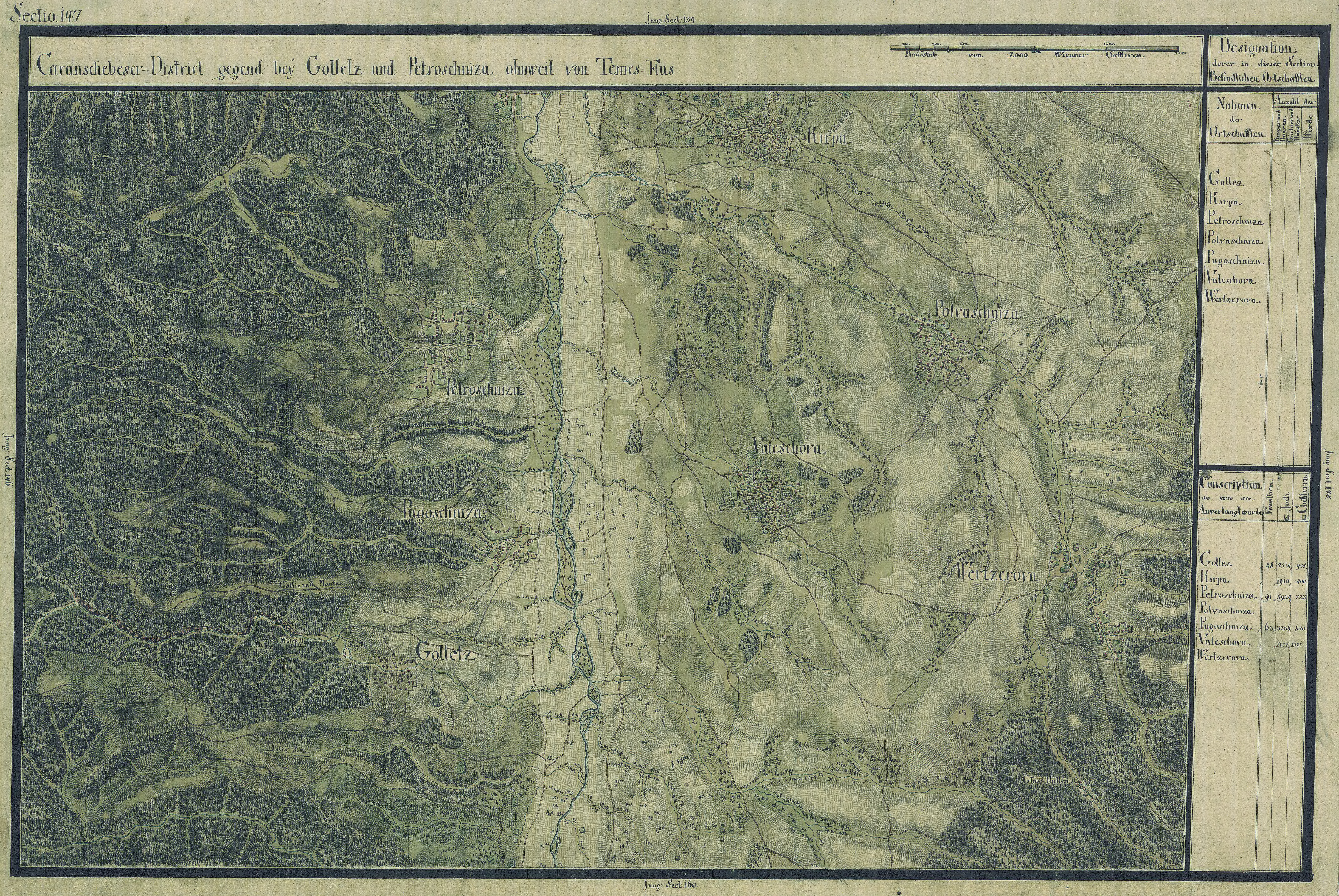
Bokos egy régi térképen

Bokos (Bucoșnița) település Romániában, a Bánságban, Krassó-Szörény megyében.

## Fekvése
Karánsebestől délre, a Temes bal partján fekvő település. A falu fekvése az idők során háromszor is változott. Az utolsó török háború előtt a főút mellé, a Temes jobb partjára költözött a falu. 1808 körül pedig visszaköltözött arra a helyre, ahol előtte állt.

## Története
Bokos nevét 1468-ban említette először oklevél Bokostycza néven, Mátyás király birtokadományozó oklevelében. 1468-ban p. Bokosthycza in districtu Karansebes, 1531-ben Bokosnycza, 1785-ben Bokoschnitza, 1808-ban Bukosnicza, Bukoshnica néven írták.
1468-ban Mátyás király Örményesi László, Lajos és Macskási Jakab részére Bokostycza, valamint Padureucz, Miraja, Petrosnitza, Valisora és Csernecz faluról a karánsebesi kerületben új adományt adott. A Bokosnitza név változatai később is feltűnnek az oklevelekben; többek között 1519-ben Joannes de Bkosttycza mint birtokszomszéd, Joannes és Franciscus de Bokosnycza mint királyi ember ugyancsak 1519-ben, Bookostbyczai János 1521-ben Karánsebes főbírája is említve volt. 1581-ben itteni birtokosokként említették Bazaraba Ferencet és Bokovitza Istvánt. Az 1603-as portális összeíráson a karánsebesi kerületben Bokosnicza Istvánt és Miklóst mint a hasonnevű falu birtokosait tüntették fel, akik 2 és 1 portával adóztak.
A katonai végvidék fennállásának idejében Bukosnica az oláh-bánsági határőrezred területéhez és a szlatinai századhoz tartozott.
A trianoni békeszerződés előtt Krassó-Szörény vármegye Karánsebesi járásához tartozott.
1910-ben 826 lakosából 815 román, 5 magyar volt. Ebből 805 görögkeleti ortodox, 19 római katolikus volt.

## Nevezetességek
- 2–3. századi római építmény a vasútállomástól 300 méterre; a romániai műemlékek jegyzékében CS-I-s-B-10795 sorszámon szerepel.[1]